# Оксусу чха
Оксусу чха (кор. 옥수수차, букв. «чай из кукурузы») — корейский традиционный напиток, приготовляемый из кукурузных зёрен. Также, для приготовления могут использоваться кукурузные рыльца початков.
Для приготовления оксусу чха кукурузные зёрна высушивают на солнце, а затем обжаривают на сковороде до коричневого цвета. Обжаренные зёрна заваривают в кастрюле до приобретения золотистого цвета. Иногда в оксусу чха добавляют сахар по вкусу, хотя чай сам по себе обладает сладковатым вкусом. Вид кукурузы, чаще всего используемый для приготовления чая, называется каннэнъи (кор. 강냉이) и произрастает в районе города Каннын.